# Parco del Serio Morto
Il parco del Serio Morto è un parco locale di interesse sovracomunale (PLIS) istituito con delibera n° 6/15215 dei 27 giugno 1996 e sviluppato nel Comune di Castelleone. Con delibera n° 7/1157 del 18 settembre 2000 veniva riconosciuto l'ampliamento al Comune di San Bassano. 

## L'area protetta
Il parco del Serio Morto è istituito per circa quattro  chilometri lungo il colatore Serio Morto, un corso d'acqua rettificato negli anni trenta del XX secolo che scorre nella valle fluviale dell'antico corso del Serio e che interseca le antiche anse fluviali residue che accolgono un'interessante vegetazione di palude e di ripa.
La riva destra, in particolare, risulta particolarmente interessante per i ciglioni marcati, anche 8-10 metri, con essenze arboree talora consistenti.
In riva sinistra va rilevato un curioso rialzo del terreno, una sorta di isola che si eleva dall'area golenale salvata dalle secolari erosioni e modellamenti delle piene fluviali. La cartografia ottocentesca ne segna almeno una decina, ma tali emergenze morfologiche sono state livellate per dare maggior spazio agli usi agricoli.
Sia i ciglioni morfologici, ossia le rive dell'antico fiume, sia il fondo valle sono modellati da piccoli terrazzi intermedi che contribuiscono ulteriormente a movimentare il paesaggio.
Il principale scopo è principalmente la tutela di questa valle relitta e il movimentato passato morfologico giunto fino a noi, unitamente ai manufatti storici come le opere idrauliche, le cascine, i siti archeologici.

## Flora e fauna
Le scarpate sono ricoperte ancora da vegetazione naturale, quali il salice bianco, il platano comune e il pioppo grigio, cui si affiancano piccole distese di robinie.
Grazie a questi boschi residui sopravvive una buona varietà di animali: non mancano il coniglio selvatico, la lepre, la donnola, la faina e il tasso.
Ricca anche l'avifauna; vi si possono osservare: l'allodola, il cardellino, il fringuello, l'allocco, la capinera, il fagiano, l'usignolo e il picchio.
Presso le antiche anse golenali si notano la rana di Lataste, specie endemica della Pianura Padana, la raganella, il ramarro e il biacco.

## La Via Regina
A nord di San Bassano il parco è attraversato da una strada campestre che è quanto rimane dell'antica strada Regina, un tracciato stradale di origine romana che collegava Cremona a Milano. Degno di nota è l'oratorio di San Giacomo, situato lungo questa arteria, risalente al XII secolo e luogo di sosta per i pellegrini che si recavano a Roma.

## Il Bosco Didattico
All'interno del parco si trova la stazione sperimentale di ecologia applicata, meglio nota come Bosco didattico; si tratta di un'area di 15 ettari rinaturalizzata dalla Provincia di Cremona e utilizzata come coltivazione delle specie autoctone della Pianura Padana e come polo didattico. È aperta ogni seconda domenica del mese.

## Fonti
- Il Parco del Serio Morto all'interno del sito istituzionale di San Bassano, su comune.sanbassano.cr.it (archiviato dall'url originale il 23 giugno 2008).
- Area Territorio e Parchi di Legambiente Lombardia Onlus Archiviato il 5 dicembre 2018 in Internet Archive., dossier sui parchi di interesse sovracomunale della Lombardia
- Mario Di Fidio, Alessandro Ferrari, Omar Lazzeri, "I Parchi Locali di Interesse Sovracomunale in Lombardia", Isabel litografia, Gessate, 2001, ISBN 8881340828